# أندرو تود (رجل أعمال)
أندرو تود (بالإنجليزية: Andrew Todd)‏ هو شخصية أعمال نيوزيلندي، ولد في 1904 في Heriot, New Zealand ‏ في نيوزيلندا، وتوفي في 9 نوفمبر 1976 في ويلينغتون في نيوزيلندا.